# Чорна металургія Італії
Чорна металургія Італії — одна з галузей обробної промисловості Італії. 2019 року виплавка сталі в країні становила 23,190 млн т, виробництво гарячекатаного прокату — 23,617 млн т. За виплавкою сталі і виробництвом прокату Італія посідає 2-е місце серед країн Євросоюзу (поступаючись лише Німеччині). Велика частка продукції підприємств чорної металургії країни вирушає на експорт. У країні є 2 металургійні заводи з повним виробничим циклом, 1 завод лише з доменним виробництвом і кілька прокатних заводів.

## Історія
Початок залізної доби на території Італії сягає 1-ї половини I тис. до н. е. У залізну добу на території Італії виникла низка культур. Серед них провідною була Віланова культура, яку пов'язують з умбрами, представниками однієї з гілок Італіків. Найстародавніші племена Апеннінського півострова і Сицилії — лігури, етруски і сікани (в Сицилії) — були знайомі з залізом. У Етрурії добували залізо, в обробці якого етруски досягли досконалості. Етруски розглядаються прямими спадкоємцями хеттської металургійної традиції. Італійські вчені підрахували, що за період свого 200-річного розквіту (VI—V ст.ст. до н. е.) етруски виробили щонайменше 0,5 млн т заліза. За однією з теорій хатський термін для позначення заліза — «хапалкі» через фінікійське слово «парцілум» увійшов до етруської мови як «ферсом». Римляни запозичили цю назву й вимовляли її як «ферум».

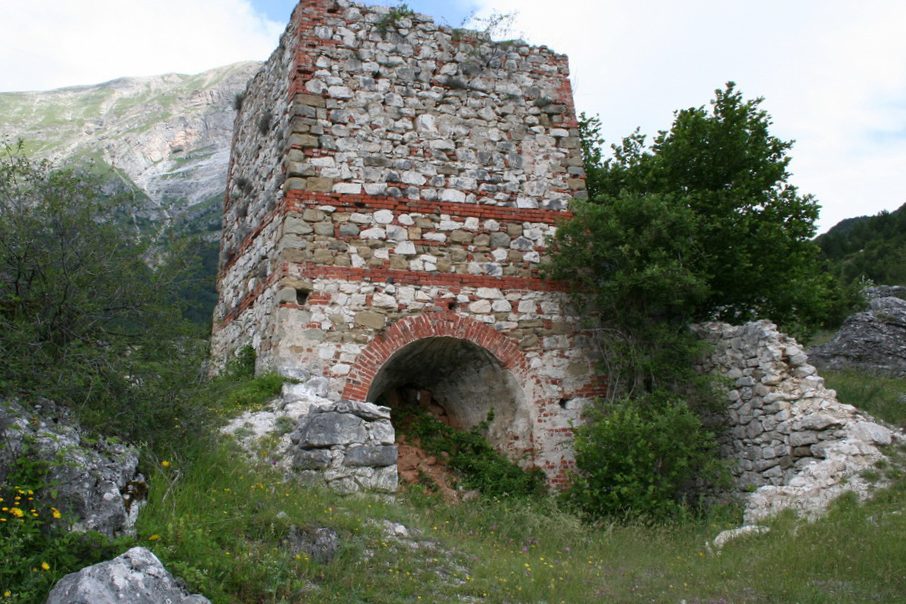
Залишки доменної печі 19 ст. біля села Претаре у провінції Асколі-Пічено (Центральна Італія).

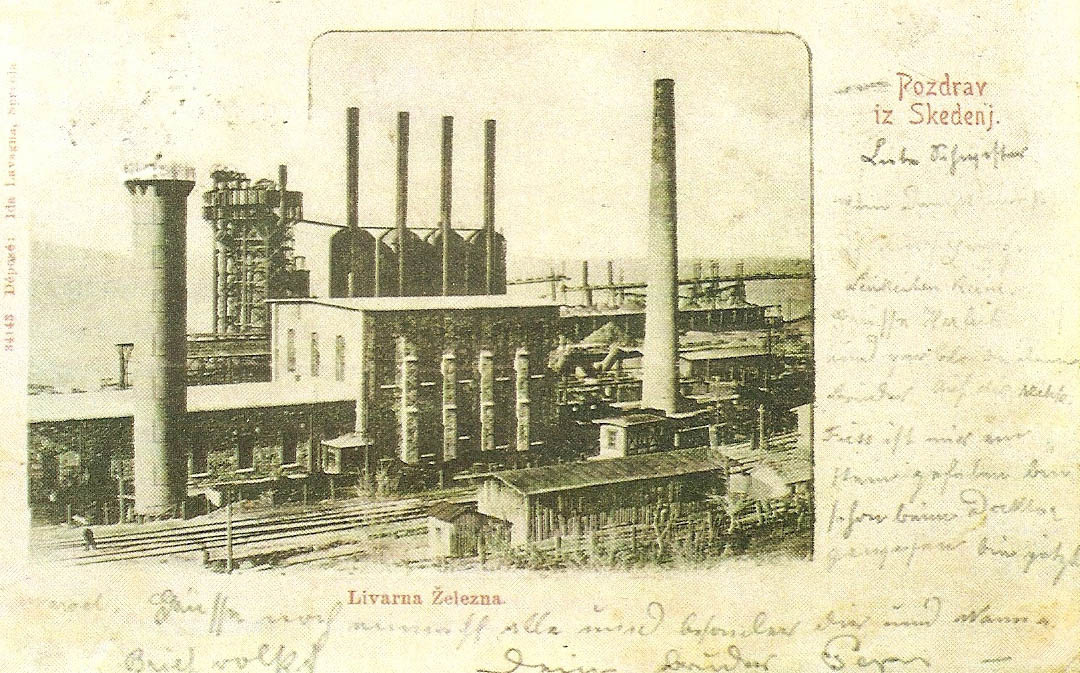
Сервольський металургійний завод у 1905 році.

Металургійна промисловість в Італії набула значного розвитку після 2-ї світової війни.
У 1970-х роках металургійна промисловість працювала переважно на імпортній сировині та паливі: ввозилося 90 % споживаної залізної руди, вище 75 % брухту, близько 70 % марганцевої руди, повністю — коксівне вугілля. Характерним було різке домінування виплавки сталі над виробництвом чугуну і велика питома вага електросталі. Металургійні заводи переважно були невеликі, не мали повного циклу, багато з них — вузькоспеціалізовані. Однак основу галузі становили 4 великих металургійних комбінати — у містах Корнільяно, Баньолі, Пйомбіно й Таранто. Більша частина чорної металургії, включно з найбільшими комбінатами, перебувала під контролем державної компанії «Фінсідер» (94 % виробництва чугуну, 60 % — сталі і прокату).

## Сировинна база
Італія досить слабко забезпечена сировинними й енергетичними ресурсами. Запаси вугілля незначні, вугілля — енергетичне. Для виробництва коксу використовується довізне коксівне вугілля. Вже у 20 ст. видобуток залізної руди не задовольняв потреб країни і мав тенденцію до зниження.
| Вид продукції   | 1893  | 1938 | 1958   | 1970  |  |  |  |
| --------------- | ----- | ---- | ------ | ----- |  |  |  |
| Залізна руда    | 191,3 | 990  | 1292,5 | 756,7 |  |  |  |
| Марганцева руда |       | 48,3 | 44,1   | 50,1  |  |  |  |

Запаси залізних руд зосереджені в районах: Тоскано-Ельбанському, на о. Сардинія і в Альпах. Відомо понад 20 залізорудних родовищ. Більшість з них дрібні. За запасами марганцевих руд Італія посідає помітне місце в Західній Європі. Зустрічаються скарнові, гідротермальні та осадові родовища. Особливо високий вміст Mn зафіксовано в залізо-марганцевому родовищі Монте-Арджентаріо (область Тоскана) — 14—15 %.

## Сучасний стан
Наразі (2022) в Італії з колись 4 металургійних комбінатів з повним виробничим циклом залишилося лише 2 — Металургійний комбінат в Пйомбіно  і Металургійний комбінат в Таранто. Баньолі після зупинки майже повністю демонтовано — залишено лише окремі будівлі як пам'ятки промисловості.
У 2019 році 4,207 млн т сталі виплавили в кисневих конверторах і 19,030 млн т сталі — в електропечах.
| Вид продукції | 1938   | 1958   | 1970    | 2010  | 2011  | 2012  | 2013  | 2014  | 2015  | 2016  | 2017  | 2018  | 2019  |
| ------------- | ------ | ------ | ------- | ----- | ----- | ----- | ----- | ----- | ----- | ----- | ----- | ----- | ----- |
| Кокс          | 1739,4 | 4188,1 | 7171,2  |       |       |       |       |       |       |       |       |       |       |
| Чавун         | 862,8  | 2059,8 | 8331,6  | 8555  | 9838  | 9424  | 6933  | 6371  | 5051  | 6044  | 5052  | 4836  | 4606  |
| Сталь         | 2322,8 | 6271,1 | 17277,4 | 25750 | 28735 | 27252 | 24093 | 23714 | 21958 | 23312 | 24007 | 24496 | 23190 |
| Феросплави    | 65,8   | 107,3  | 197     |       |       |       |       |       |       |       |       |       |       |
| Прокат        | 1734,6 | 4635,2 | 13928,8 | 25359 | 27978 | 26309 | 23553 | 23150 | 22023 | 23512 | 23789 | 24231 | 23617 |

|         | 2010  | 2011  | 2012  | 2013  | 2014  | 2015  | 2016  | 2017  | 2018  | 2019  |
| ------- | ----- | ----- | ----- | ----- | ----- | ----- | ----- | ----- | ----- | ----- |
| Експорт | 15316 | 17125 | 17926 | 16640 | 17328 | 16475 | 17895 | 18190 | 18180 | 17948 |
| Імпорт  | 16307 | 17478 | 13899 | 15626 | 16632 | 19936 | 19616 | 20091 | 20619 | 20652 |

## Компанії і підприємства чорної металургії

### Металургійний комбінат в Пйомбіно
42°56′17″ пн. ш. 10°32′56″ сх. д. / 42.93806° пн. ш. 10.54889° сх. д.

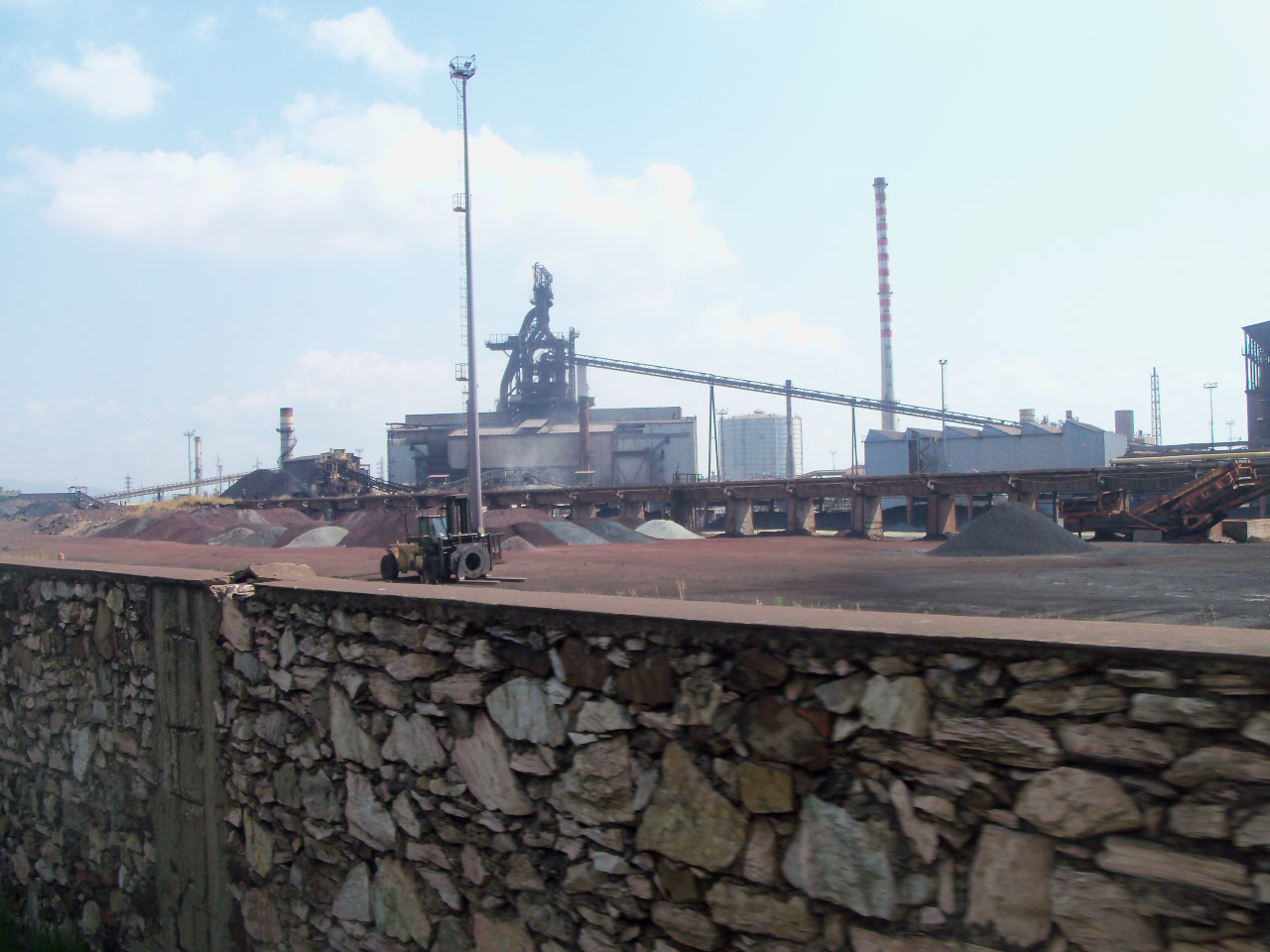
Комбінат у Пйомбіно. Вид на доменну піч.

Металургійний комбінат в Пйомбіно є другим в Італії підприємство чорної металургії за потужністю (після металургійного комбінату в Таранто). Розташований на березі затоки Фоллоніка Тірренського моря. Комбінат здатний виробляти 2,5 млн т сталі на рік. Комбінат працює на імпортній сировині, яка надходить на комбінат через порт.

### Металургійний комбінат в Таранто
40°30′35″ пн. ш. 17°12′13″ сх. д. / 40.50972° пн. ш. 17.20361° сх. д.

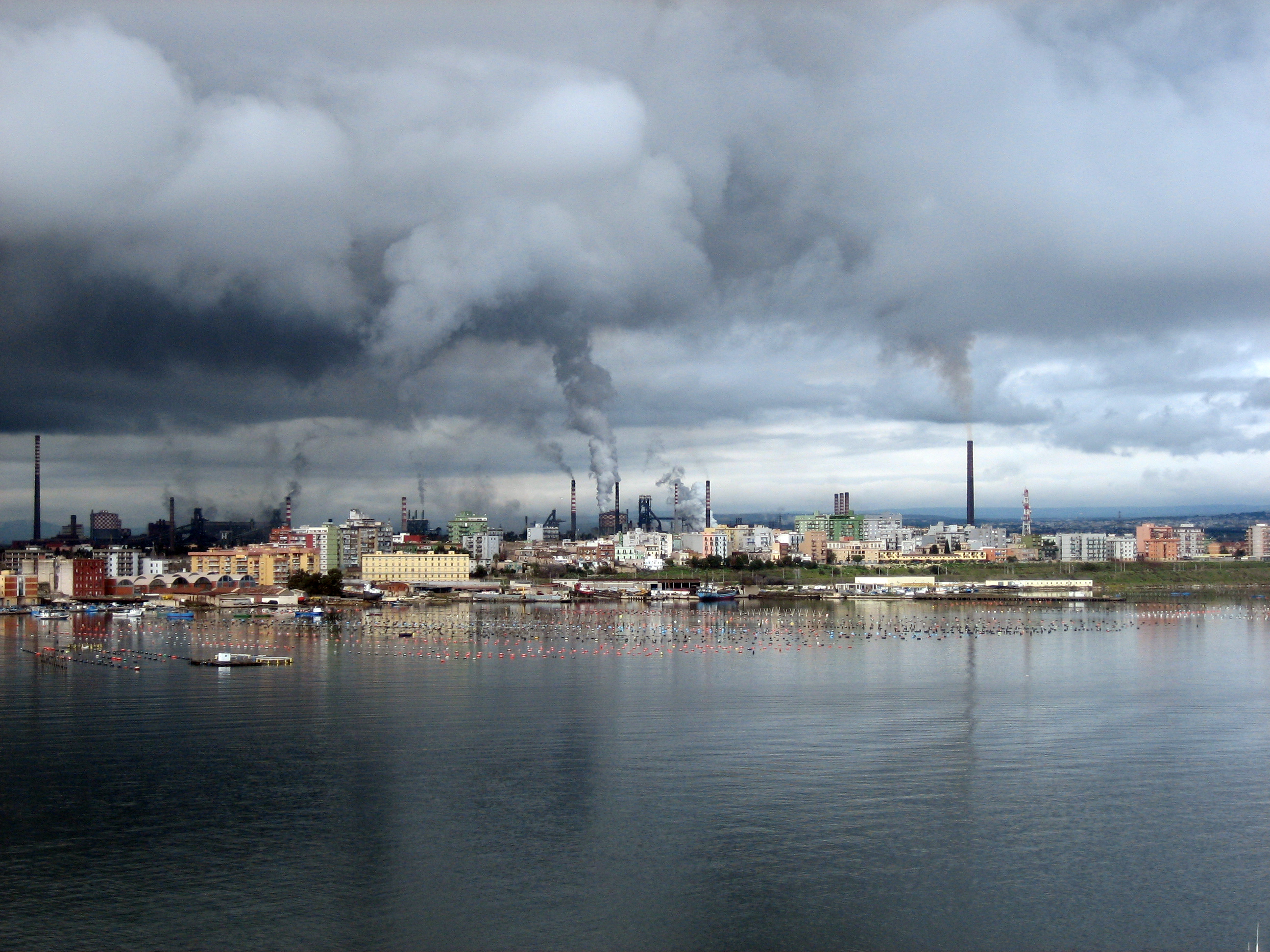
Комбінат в Таранто.

Металургійний комбінат в Таранто є найбільшим металургійним комбінатом Італії з 1960-х років. Побудований протягом 1960—1965 років. Має повний виробничий цикл.

### Металургійний завод у Корнільяно

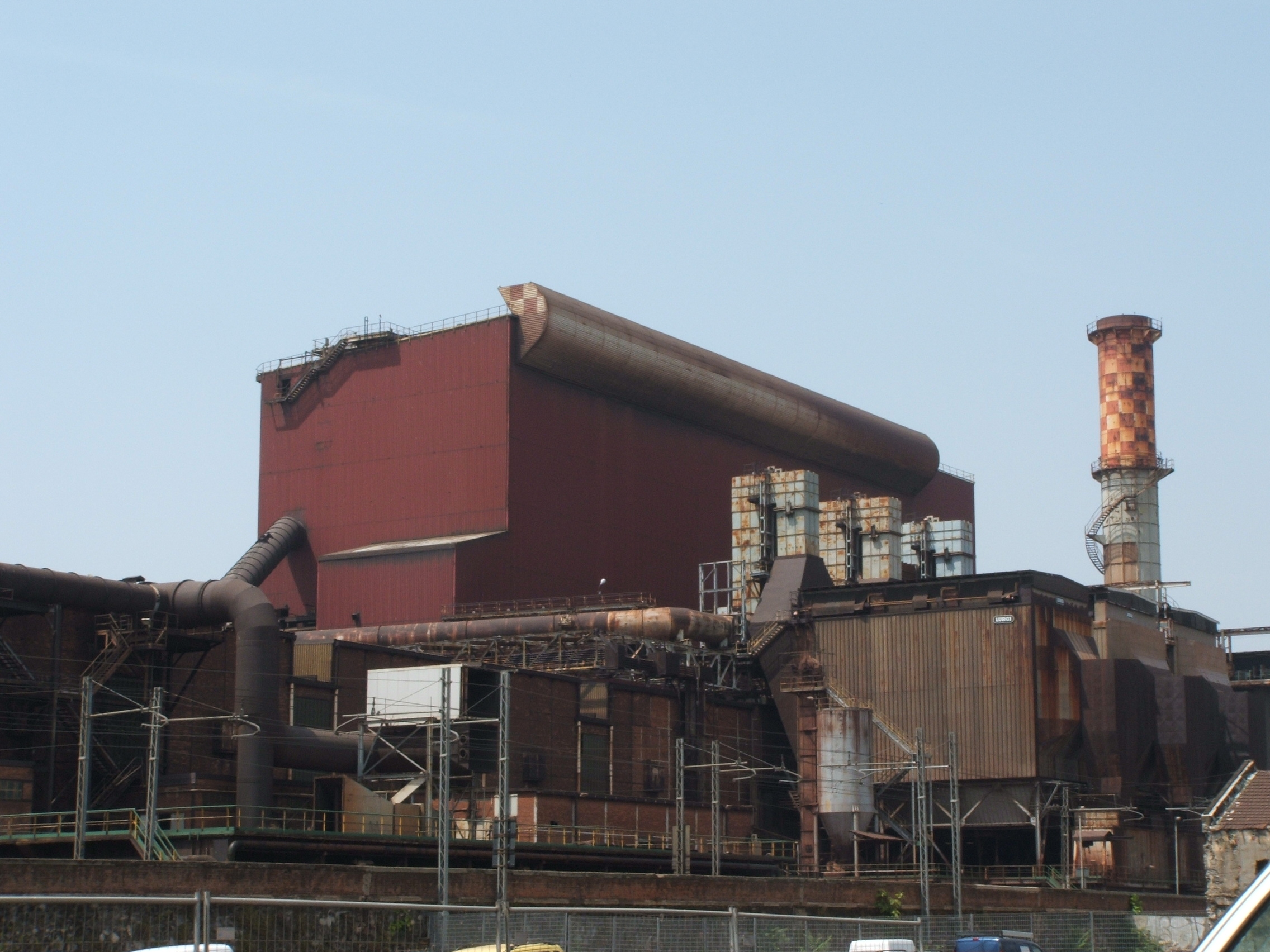
Завод у Корнільяно.

Металургійний завод у Корнільяно розпочав роботу 1935 року. Це був один з 4 найбільших металургійних комбінатів Італії з повним виробничим циклом. Однак у 2005 році закрили частину його цехів.

### Сервольський металургійний завод

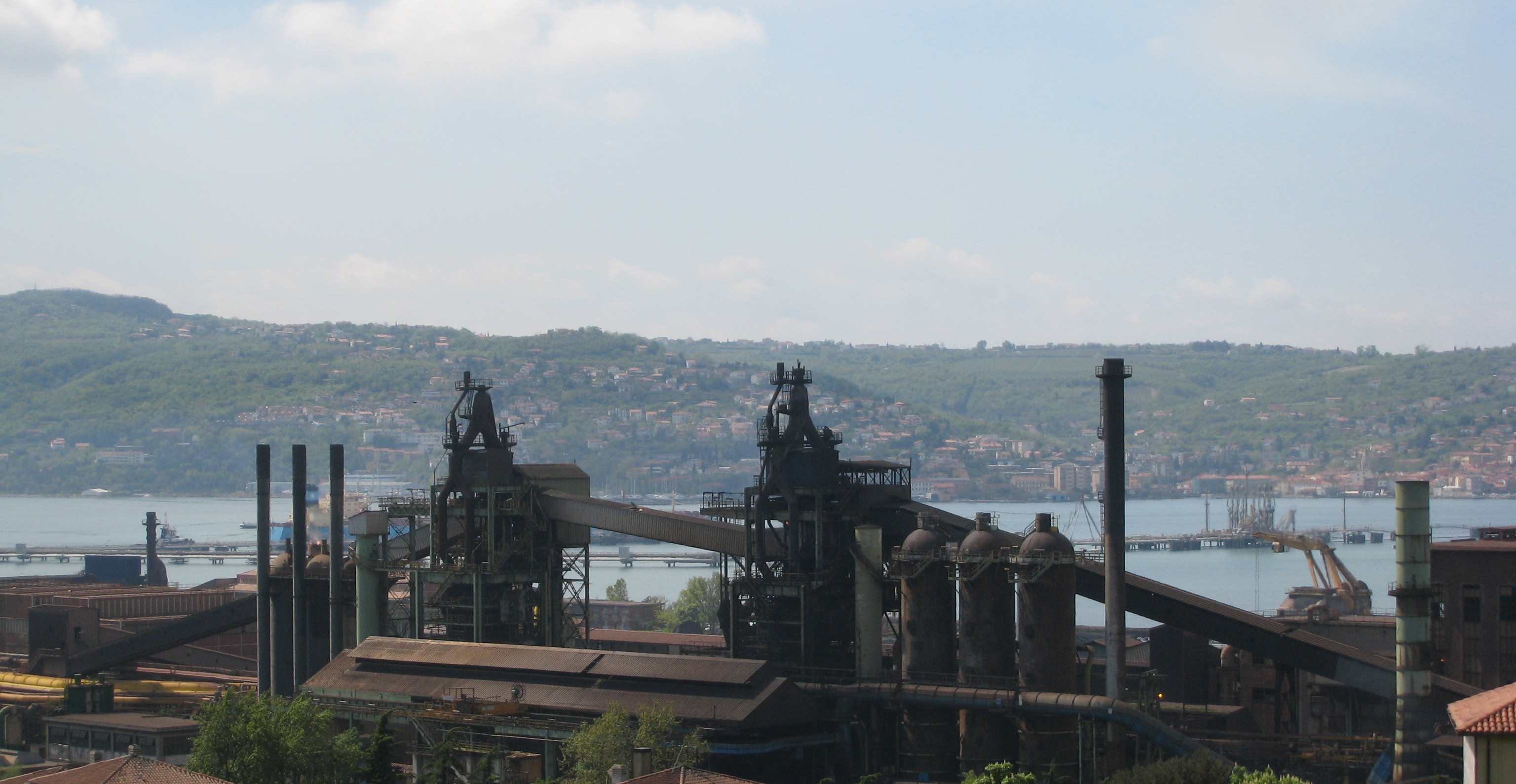
Доменні печі Сервольського металургійного заводу.

Сервольський металургійний завод є одним з 3 металургійних заводів Італії з доменним виробництвом. Розташований у місті Сервола, що тепер у складі Трієста. Основною продукцією заводу є бабковий чавун.

## Виноски
1. 1 2 3  Steel Statistical Yearbook 2020 concise version (PDF). World Steel Association. 2020. Процитовано 23 червня 2022. (англ.)
2. 1 2 3 4  Італія. // Большая советская энциклопедия : в 30 т. / главн. ред. А. М. Прохоров. — 3-е изд. — М. : «Советская энциклопедия», 1969—1978. (рос.)
3. ↑  John Birkinbine. The Production of Iron Ores in Various Parts of the World. U.S. Government Printing Office, 1895. [https://books.google.com/books?id=UONDAAAAYAAJ&dq=Output%20of%20iron%20ore%20in%20Italy%20by%20year&hl=ru&pg=PA134#v=onepage&q&f=false P.134. (англ.)
4. ↑  Гірничий енциклопедичний словник : у 3 т. / за ред. В. С. Білецького. — Д. : Східний видавничий дім, 2004. — Т. 3. — 752 с. — ISBN 966-7804-78-X.
5. ↑  M. Angel (10 січня 2014). World's biggest steel trader eyes assets of troubled Lucchini. Сайт Рейтер http://uk.reuters.com. Архів оригіналу за 21 листопада 2015. Процитовано 21 листопада 2015. {{cite web}}: Зовнішнє посилання в |publisher= (довідка) [Архівовано 21 листопада 2015 у Archive.is] (англ.)
6. ↑  Italy's Lucchini to halt steel furnace temporarily. Сайт Рейтер http://uk.reuters.com. 23 листопада 2012. Архів оригіналу за 21 листопада 2015. Процитовано 21 листопада 2015. {{cite web}}: Зовнішнє посилання в |publisher= (довідка) (англ.)